# Triguères
Triguères é uma comuna francesa na região administrativa do Centro, no departamento Loiret. Estende-se por uma área de 36,19 km². Em 2010 a comuna tinha 1 313 habitantes (densidade: 36,3 hab./km²).